# Alegeri locale în București, 2004
Pe 6 iunie 2004 au avut loc alegeri locale în București.

## Lista candidaților la funcția de primar general
- Vlad I. Alexandru - Partidul Popular din România
- Mircea Alexandru Baciu - Uniunea pentru Reconstrucția României
- Traian Băsescu - Alianța PNL-PD
- Mircea Chelaru - Partidul Unității Națiunii Române
- Daniela Augustina Cifulescu - Partidul Alianța Socialistă
- Victor Ciorbea - PNȚCD
- Mugur Ciuvică - Acțiunea Populară
- Cornel Codiță - Partidul Ecologist Român
- Ion Coja - Partidul Național Democrat Creștin
- Constantin Cojocaru - Partidul Creștin Democrat
- Victor Constantin - Partidul Tinerilor din România
- Constantin N. Costache - Partidul Socialist Unit
- Dumitru Dragomir - Partidul România Mare
- Grigore Foculescu - Partidul Mileniului III
- Mircea Geoană - Partidul Social Democrat
- Gheorghe Vasile Cornel Ilie - Partidul Pensionarilor și Protecției Sociale
- Viorel Lis - Partidul Noua Democrație
- Eugen Ștefan George Popa - Partidul Antitotalitar Renașterea României
- Gheorghe N. Popescu - Partidul Social Democrat "Constantin Titel Petrescu"
- Gabriel Stoica - Partidul Muncitoresc Român
- Gabriel Marian Ștefănescu - Partidul Socialist Român
- Monica Tatoiu - PUR
- Raj-Alexandru Tunaru - Independent
- Remus Vasile Vasiloiu - Partidul Noua Generație